# Kossino

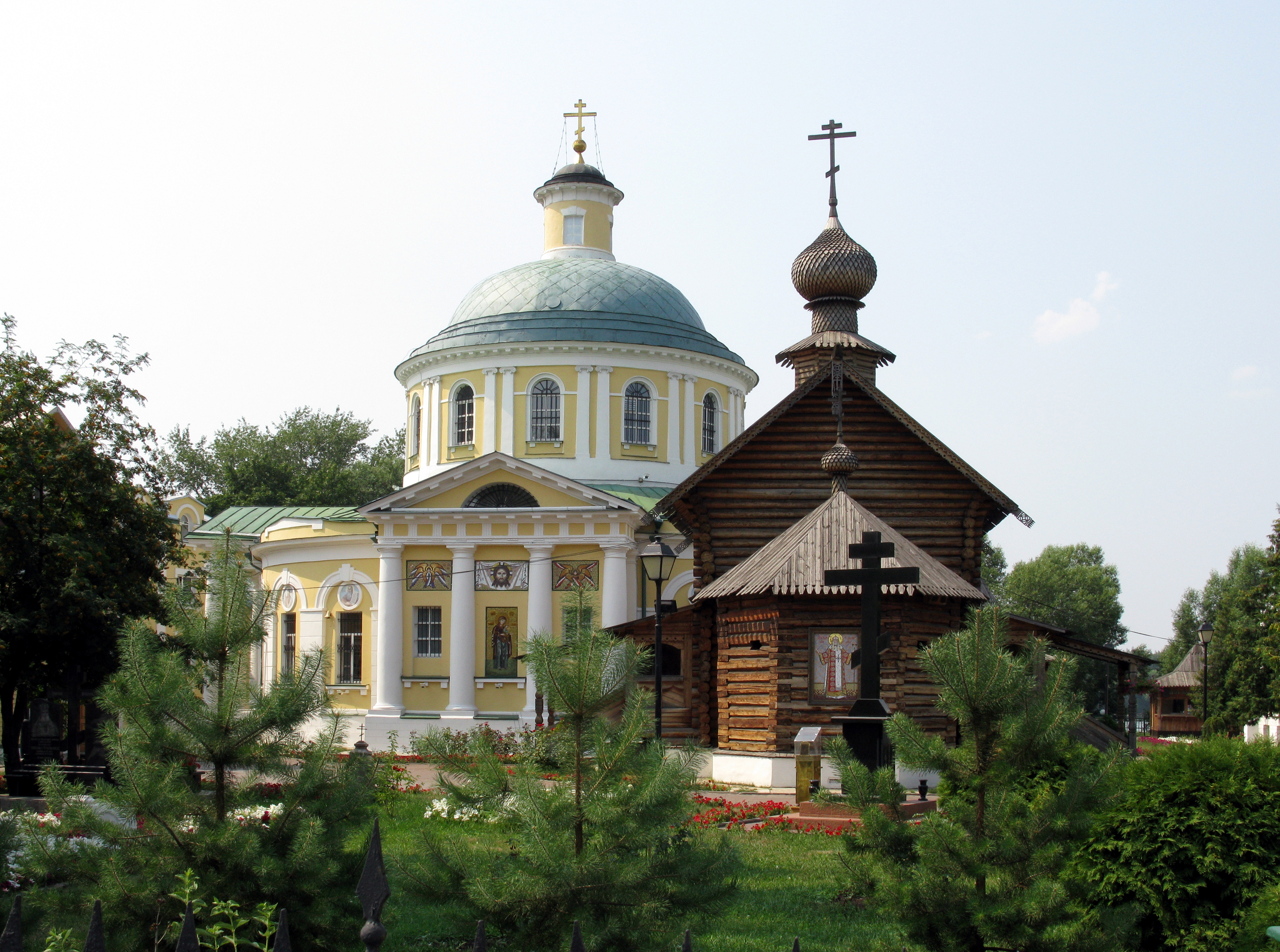
Vue de l'église de l'Assomption à gauche et de l'église Saint-Tikhon à droite

Kossino (Косино́) est un ancien village de la limite orientale de Moscou qui est devenu en 1985 un micro-raïon de la municipalité de Moscou. La première mention écrite de Kossino remonte à 1410. L'endroit est fameux pour ses trois lacs: le Lac Blanc, le Lac Noir et le Lac Saint. Les deux premiers ont été réunis par un canal d'une quarantaine de mètres dans les années 1950-1960.
Trois églises sont construites au bord du Lac Blanc, l'une grande en style néoclassique (dit Empire en Russie), consacrée à l'Assomption, l'autre plus petite consacrée à saint Nicolas et la troisième en bois de style campagnard, consacrée à saint Tikhon.
Une station biologique de la Société impériale des naturalistes de Moscou y a été fondée en 1908, dirigée par le professeur Kojevnikov. Elle faisait paraître un bulletin en allemand et en russe intitulé Arbeiten der biologischen Station zu Kossino.
Un institut d'agriculture est fondé dans les années 1950 à Kossino.